# Bombmakaren och hans kvinna
Bombmakaren och hans kvinna är en kriminalroman från 2015 av Leif GW Persson.

## Handling
Det är måndagen den elfte maj när Lisa Mattei, operativ chef på säkerhetspolisen, får ett telefonsamtal från sin chef. Ett telefonsamtal som förändrar allt och sätter nationen i höjd beredskap. Den engelske kollegan har hört av sig.
Det är så det börjar och det innebär också slutet på någon helt annat.

## Karaktärer (i urval)
- Operativ chef på Säkerhetspolisen - Lisa Mattei